# لوکاس پردی
لوکاس پردی (انگلیسی: Lucas Parodi؛ زادهٔ ۳۰ نوامبر ۱۹۹۰) بازیکن فوتبال اهل آرژانتین است.